# Тразименско езеро
Тразименското езеро (на италиански: Lago Trasimeno) е най-голямото езеро на Апенинския полуостров и четвърто по големина в Италия. Разположено е в западното подножие на Умбро-Маркските Апенини, в равнината Вал ди Каяна, на 259 m н.в., на територията на областта Умбрия, на 15 km западно от град Перуджа. Има почти овална форма с диаметър около 15,5 km. Площ 128,6 km², максимална дълбочина 6,7 m (по други данни, 8 m). Езерото е остатък от голям плиоценски плитък воден басейн. В по-голямата си част бреговете му са ниски и заблатени. В него се намират 3 малки острова: Isola Polvese, Isola Maggiore, Isola Minore. Водосборният му басейн е малък с площ от 309 km², като в него се вливат няколко малки реки и потоци. Хилядолетия езерото е било безотточно. През І в.пр.Хр. древните римляни забелязали, че езерото постепенно изплитнява и се заблатява и изкуствено прокопават отводнителен канал, чрез който водите му се оттичат чрез река Фиуме Чиони в река Тибър. С течение на вековете каналът не е поддържан и през Средновековието Тразименското езеро отново се превръща в безотточно. През 1898 г. древният римски канал е възстановен и водите ме отново започват да се оттичат в Тибър. На базата на опресняването на водата му в него започва изкуствено отглеждане на риба – щука, шаран, лин и др. По бреговете му са разположени няколко малки градчета Пасиняно сул Трасимено, Кастильоне дел Лаго и др.
Исторически e известно с провелата се през Втората пуническа война до езерото на 24 юни 217 пр.н.е. битка, при която картагенците, ръководени от Ханибал побеждават римляните, водени от консул Гай Фламиний. Войската на Ханибал внезапно атакувала от засада римската армия, движеща се по тясно дефиле между езерото и планината и я разгромили. Римляните загубили 15 хил. убити и удавени в езерото и над 15 хил. пленени, а загубите на картагенците били 1500 човека.